# Hoshikawa Ginza Yonchōme
{{infobox animanga encabezado
|titulo        = Hoshikawa Ginza Yonchōme
|género        = [[Comedia romántica][ Yuri]]
|imagen        = 
|nombre_ja     = 星川銀座四丁目
|nombre_ja_trad= 
}}
MangaCreado porKenn KuroganeEditorialHōbunshaPublicado enTsubomiDemografíaSeinenPrimera publicación12 de mayo de 2009Última publicación12 de octubre de 2012Volúmenes3
Hoshikawa Ginza Yonchōme (星川銀座四丁目?) es una serie de manga de comedia romántica escrita e ilustrada por Kenn Kurogane. Fue serializada en la revista Tsubomi de la editorial Hōbunsha y cuenta con un total de 3 volúmenes. El manga narra la historia de una estudiante de preparatoria que vive junto a su maestra, quien está a cargo de ella como su tutora.

## Argumento
Otome Matsuda es una estudiante de preparatoria educada en casa que vive con su maestra, Minato Nakagawa. Minato está a cargo de Otome en sustitución de la madre de esta debido a un duro pasado en su niñez. Minato es una maestra muy atenta con su alumna, intentando darle la mejor educación y atención; cuando finalmente Otome acepta a Minato como su guardiana, la historia avanza con la relación de ambas y comienzan a tener sentimientos, mencionando que lo que hacen es incorrecto o incluso ilegal, entonces deciden iniciar una relación romántica a escondidas.

## Personajes
Otome Matsuda (松田 乙女 Matsuda Otome?)
Es una joven estudiante de preparatoria educada en casa, es una chica simple, alegre e inocente que intenta dar lo mejor de si en sus estudios y ayudar en las labores del hogar.
Minato Nakagawa (那珂川 湊 Nakagawa Minato?)
Una maestra de educación preparatoria, es decidida y profesional a pesar de su apariencia muy joven; tiene bajo su cuidado a Otome, quien tuvo un pasado triste, ella intenta darle lo mejor en cuanto a educación y son muy buenas amigas.
Yutaka Kanda ({{{2}}}?)
Profesor de escuela.
Hina Yahagi (矢矧 日名?)
Trabaja en una biblioteca.
Sakura Kawaguchi (川口 さくら?)
Compañera de clase de Otome.
Kanae Inotani (猪谷 かなえ?)
Mitsuki Oohori (大濠 観月?)
Una de las mejores amigas de Minato.

## Media

### Manga
El manga fue serializado en la revista Tsubomi contando con un total de 3 volúmenes, escrito e ilustrado por Kenn Kurogane, autor del manga yuri Shōjo Sect.

#### Lista de volúmenes
| N.º | Título      | Fecha de lanzamiento    | ISBN original          |
| --- | ----------- | ----------------------- | ---------------------- |
| 1   | «Volumen 1» | 26 de agosto de 2010    | ISBN 978-4-8322-7931-5 |
| 2   | «Volumen 2» | 27 de diciembre de 2011 | ISBN 978-4-8322-4091-9 |
| 3   | «Volumen 3» | 27 de febrero de 2013   | ISBN 978-4-8322-4262-3 |